# بنجامين كار
بنجامين كار (بالإنجليزية: Benjamin Carr)‏ هو مغني أوبرا ومغني وملحن أمريكي، ولد في 12 سبتمبر 1768 في لندن في المملكة المتحدة، وتوفي في 24 مايو 1831 في فيلادلفيا في الولايات المتحدة.

## وصلات خارجية
- بنجامين كار على موقع ميوزك برينز (الإنجليزية)
- بنجامين كار على موقع قاعدة بيانات برودواي على الإنترنت (الإنجليزية)
- بنجامين كار على موقع ديسكوغز (الإنجليزية)